# Kpataba
Kpataba ist ein Arrondissement im Departement Collines im westafrikanischen Staat Benin. Es ist eine Verwaltungseinheit, die der Gerichtsbarkeit der Kommune Savalou untersteht. Durch das Arrondissement verläuft die Fernstraße RNIE3, die südwärts nach Savalou führt und in nördlicher Richtung in die Kommune Bantè.

## Demografie und Verwaltung
Gemäß der Volkszählung 2013 des beninischen Statistikamtes INSAE hatte das Arrondissement 11.866 Einwohner, davon waren 5721 männlich und 6145 weiblich.
Von den 111 Dörfern und Quartieren der Kommune Savalou entfallen acht auf Kpataba:
1. Codji
2. Ekpa
3. Koutago
4. Lozin
5. Mèdétèkpo
6. Miniki
7. Mondji
8. N’Dasso